# Hjemmestyre (Grönland)
Die Hjemmestyre (wörtlich etwa „Heimverwaltung“) war die von 1979 bis 2009 vorliegende Regierungsform in Grönland. Sie markierte die erste Stufe grönländischer Autonomie und wurde im Jahr 2009 durch die Selvstyre („Selbstverwaltung“) ersetzt, durch die Grönland weitere Autonomierechte zugestanden wurden.
Der Begriff Hjemmestyre ist eine direkte Übersetzung des Begriffs Home Rule, der bis 1927 den Autonomiestatus Irlands innerhalb des Vereinigten Königreichs von Großbritannien und Irland bezeichnete. Im dänischen Sprachgebrauch bezeichnet der Begriff sowohl (üblicherweise in der unbestimmten Form „Hjemmestyre“) den Status Grönlands (bspw. Grønland har fået Hjemmestyre i 1979. „Grönland hat 1979 Hjemmestyre bekommen.“) als auch (üblicherweise in der bestimmten Form „Hjemmestyret“) die Regierung bzw. den grönländischen Staatsapparat und damit gewissermaßen Grönland selbst (bspw. Hjemmestyret har besluttet... „Die Hjemmestyret hat beschlossen...“).

## Vorgeschichte
Grönland war 1953 aus der dänischen Kolonialherrschaft entlassen wurden und per Verfassungsänderung ein gleichwertiger Teil des dänischen Königreichs geworden und damit ein Teil der Rigsfællesskabet. Während Grönland in kolonialer Zeit immer eine unterentwickelte Jäger- und Fischergesellschaft gewesen war, bedeutete die Dekolonisierung das Streben, den grönländischen Entwicklungszustand auf den des restlichen Königreichs zu bringen. Einerseits führten Verbesserungen im Gesundheitssystem nahezu zur Ausrottung der Tuberkulose und damit zu einer Explosion der Bevölkerungszahl in den 1950er und 1960er Jahren, andererseits zeigte eine zunehmende „Verwestlichung“ auch negative Seiten. Zur Steigerung der wirtschaftlichen Effizienz und im Zuge der Industrialisierung führte Dänemark für Grönland eine aktive Konzentrationspolitik ein, die zur Urbanisierung der wachsenden grönländischen Bevölkerung führte, und damit zur Aufgabe zahlreicher Wohnplätze und der generellen Ersetzung der traditionellen Torfmauerhäuser durch Holzhäuser und Wohnblocks in den Städten. Da das grönländische Bildungsniveau in den 1950er Jahren gering war und Arbeiter fehlten, kam es zu einem starken Zuzug dänischer Arbeitskräfte, die schließlich rund 20 % der Bevölkerung Grönlands ausmachten. Zudem wurde das Geburtsortkriterium, das in Dänemark geborenen Personen für dieselbe Arbeit einen höheren Lohn zusprach als in Grönland geborenen Personen, eingeführt und auch von grönländischer Seite damit begründet, dass die finanzielle Schere zwischen Grönländern in „europäischen“ Berufen und den Fischern und Jägern nicht zu weit auseinanderklaffen sollte. Zur Verbesserung des Bildungsniveaus wurden Hunderte grönländische Jugendliche zum Schulbesuch oder zur Ausbildung nach Dänemark geschickt.
Die rasante Umwälzung in der postkolonialen Periode Grönlands führte schon nach rund zehn Jahren zu sichtbaren Problemen. Kriminalität, Gewalt und Suizid durch wachsende soziale Probleme nahmen zu, was üblicherweise mit einem Kulturschock infolge des Wandels von ruraler Jagdkultur hin zu urbaner Industriekultur erklärt wird. In den 1960er Jahren bildete sich eine grönländische Opposition, die sich gegen die Entwicklung aussprach und wieder ein „grönländischeres Grönland“ forderte. Die Grönlandpolitik erhielt dadurch neben den bisherigen wirtschaftlichen und infrastrukturellen Aspekten plötzlich auch einen auf Kultur und Identität ausgerichteten Diskurs.
Diese Opposition bildete sich Ende der 1960er Jahre vor allem in Dänemark, wo sich die junge Bildungselite in der Ausbildung befand. 1970 wurde in Sisimiut (dänisch Holsteinsborg) die Holsteinsborgkonferenz abgehalten, um unter Vertretern von Politik, Wirtschaft, Studenten und anderen Interessengruppen die zukünftige Entwicklung Grönlands zu diskutieren. Dabei dominierten vor allem die Jungen mit ihrer Haltung zu mehr Mitbestimmungsrecht für Grönländer und einer mehr grönländischen geprägten Kultur. Bei der Parlamentswahl in Grönland 1971 und der Folketingswahl 1971 setzten sich vor allem mit Jonathan Motzfeldt, Lars-Emil Johansen und Moses Olsen erstmals vermehrt junge Politiker durch, die die grönländische Politik später prägen sollten.
Nachdem Dänemark 1967 um die Aufnahme in die Europäische Gemeinschaft gebeten hatte, hatte sich in Grönland der Widerstand dagegen verstärkt, da man keine wirtschaftlichen Nachteile dadurch erhalten wollte, weil man durch die Zugehörigkeit zu Dänemark zwangsweise ebenfalls Mitglied werden musste. Im Frühjahr 1972 bat Grönland um eine eigene Volksabstimmung zum EG-Beitritt, die aber nicht gewährt wurde. Im Herbst 1972 fand in Dänemark und Grönland eine Volksabstimmung stand, bei der sich die Mehrheit der Dänen für den Beitritt aussprach, die im Vergleich zu Dänemark geringe Bevölkerung Grönlands jedoch mehrheitlich dagegen. Dennoch musste Grönland sich der Mehrheitsentscheidung beugen und wurde am 1. Januar 1973 Mitglied der Europäischen Gemeinschaft.

## Entstehung

### Hjemmestyreudvalg

#### Aufgaben
Im September 1972 forderte Jonathan Motzfeldt angesichts der drohenden Entscheidung bezüglich des dänisch-grönländischen EG-Beitritts die Errichtung eines Gremiums, um die Möglichkeiten für mehr grönländische Mitbestimmung zu untersuchen. Der gesamte Landesrat stimmte zu und am 27. Oktober 1972 wurde der Vorschlag beim (grönländischen) dänischen Grönlandminister Knud Hertling eingereicht, der die Unterstützung von dänischer Seite erhielt. Am 10. Januar 1973 wurde schließlich der Hjemmestyreudvalg („Hjemmestyreausschuss“) gegründet, der nur aus grönländischen Mitgliedern bestand, und die Wünsche Grönlands für den zukünftigen politischen Status formulieren sollte.

#### Zusammensetzung
Folgende Personen gehörten anfangs dem Ausschuss an:
- Lars Chemnitz, Landesratsmitglied, Landesratsvorsitzender, Ausschussvorsitzender
- Ole Berglund, Landesratsmitglied
- Lars-Emil Johansen, Landesratsmitglied
- Jonathan Motzfeldt, Landesratsmitglied
- Otto Steenholdt, Landesratsmitglied
- Knud Hertling, grönländisches Folketingsmitglied, Grönlandminister
- Moses Olsen, grönländisches Folketingsmitglied

Während der laufenden Arbeit kam es zu folgenden Änderungen: Am 5. Oktober 1973 wurde Agnethe Nielsen als Vertreterin des Gemeindeverbands KANUKOKA in den Ausschuss berufen. Am 8. November 1973 ersetzte Jørgen C. F. Olsen den aus dem Landesrat ausgeschiedenen Ole Berglund. Nach der Folketingswahl 1973 schieden Knud Hertling und Moses Olsen aus und wurden am 4. Dezember 1973 durch Lars-Emil Johansen und Nikolaj Rosing ersetzt. Da Lars-Emil Johansen zuvor bereits als Landesratsvertreter Mitglied des Ausschusses war, übernahm Niels Carlo Heilmann seinen Platz.

#### Ergebnisse
Am 18. Februar 1975 schloss der Ausschuss seine Arbeit mit der Herausgabe einer 23-seitigen Verhandlungsgrundlage/Teilgutachten („Forhandlingsoplæg/Delbetænkning“) ab. Sie enthielt eine kurze Zusammenfassung des Gründungsbeschlusses des Ausschusses, eine Zusammenfassung des damaligen verfassungsmäßigen Status und der wirtschaftlichen Lage Grönlands, eine Erläuterung der Autonomiesysteme der Färöer, Ålands und der Nordwest-Territorien. Anschließend folgt eine Beschreibung der Ausschussarbeit und anschließend als Hauptteil die Vorschläge für eine grönländische Hjemmestyre. Es wurden Gründe dafür genannt, warum Grönland autonom werden sollte:
- Grönländer sind ein eigenes Volk, unterschiedlich vom dänischen Volk.
- Grönland ist geografisch stark von Dänemark abgetrennt.
- Durch Kopenhagen als Entscheidungszentrum fühlt sich Grönland machtlos.
- Grönländisch und Dänisch sind unterschiedliche Sprachen mit unterschiedlichen Gedankengängen. Eine Auslöschung der grönländischen Sprache wäre ein Auslöschen des grönländischen Volks.
- Grönland fühlt sich nach über 200 Jahren dänischer Kolonialherrschaft auch 20 Jahre nach der Dekolonisierung noch von Dänemark aus ferngesteuert.
- Grönländer fühlen sich als Zuschauer der Entwicklung im eigenen Land, ohne dass grönländische Politiker auf diese Entwicklung Einfluss ausüben können.

Anschließend folgte ein Vorschlag für die Bereiche, die Grönland selbst verwalten sollte, sowie für die Bereiche, die Grönland nicht übernehmen sollte. Danach folgte eine Überlegung zur Finanzierung der Hjemmestyre sowie Pläne für den zukünftigen Aufbau politischer und administrativer Strukturen.
Der Ausschuss empfahl auf das Gutachten aufbauend eine Weiterbehandlung des Themas in einer Kommission mit dänischer Teilhabe.

### Hjemmestyrekommission

#### Aufgaben
Am 9. Oktober 1975 gründete Grönlandminister Jørgen Peder Hansen die Hjemmestyrekommission, um die Arbeit des Hjemmestyreudvalgs gemeinsam mit Dänemark weiterzuführen. Zu den Aufgaben gehörten die Untersuchung von politischen Aufgabenbereichen, die in Zukunft direkt durch grönländische Politiker gesteuert werden können, die Schaffung einer gesetzlichen Grundlage hierfür, die Aufstellung eines Zeitplans und die Skizzierung eines Verwaltungsapparats, der mit der Einführung der Hjemmestyre vonnöten würde.

#### Zusammensetzung
Der Hjemmestyrekommission gehörten grönländische und dänische Politiker sowie eine Gruppe von Funktionären als Beobachter und für verwaltungstechnische Aufgaben an. Folgende Personen saßen anfangs in der Kommission:
- Isi Foighel, Juraprofessor, Vorsitzender
- Lars Chemnitz, Landesratsvorsitzender
- Niels Carlo Heilmann, Landesratsmitglied
- Severin Johansen, Landesratsmitglied
- Jonathan Motzfeldt, Landesratsmitglied
- Otto Steenholdt, Landesratsmitglied
- Lars-Emil Johansen, grönländisches Folketingsmitglied
- Nikolaj Rosing, grönländisches Folketingsmitglied
- Helge Dohrmann, Folketingsmitglied
- Holger Hansen, Folketingsmitglied
- Svend Haugaard, Folketingsmitglied
- Søren B. Jørgensen, Folketingsmitglied
- Erik Ninn-Hansen, Folketingsmitglied
- Svend Erik Sørensen, Folketingsmitglied
- Bernhardt Tastesen, Folketingsmitglied
- Ado Lynge, Vertreter von KANUKOKA
- Peter Mathiassen, Vertreter von KANUKOKA
- Torben Hede Pedersen, Sekretariatschef von KANUKOKA
- Jørgen Gersing, Departementchef des Staatsministeriums
- Erik Hesselbjerg, Departementchef des Grönlandministeriums
- Jakob Karup Pedersen, Sekretariatschef des Landesrats
- Eva Barnekow, Sekretärin
- Gunnar Martens, Sekretär
- Ole Olesen, Sekretär
- Jakob Janussen, Informationsmitarbeiter
- Peter Kreutzmann, Dolmetscher

Während der laufenden Arbeitsperiode kam es zu folgenden Änderungen in der Zusammensetzung der Kommission:
- Nikolaj Rosing verstarb am 16. August 1976. Sein Nachfolger wurde Ole Berglund als dessen Stellvertreter im Folketing.
- Torben Hede Petersen wurde am 1. September 1976 Bürochef des Grönlandministeriums. Sein Nachfolger wurde Frederick Williams.
- Wegen der Folketingswahl 1977 kam es im Februar 1977 zu mehreren Änderungen: Otto Steenholdt wurde anstelle von Ole Berglund ins Folketing gewählt und wechselte somit seinen Platz als Landesratsvertreter mit dem als grönländischer Folketingsvertreter. Sein Nachfolger als Landesratsvertreter wurde sein Bruder Konrad Steenholdt. Holger Hansen wurde durch Poul Hartling ersetzt und Steen Folke ersetzte den nicht wiedergewählten Svend Erik Sørensen.
- Am 10. Januar 1978 wurde Poul Hartling zum UN-Hochkommissar für Flüchtlinge ernannt. Sein Nachfolger wurde Ivar Hansen.

#### Ergebnisse
Im April 1978 veröffentlichte die Kommission ein vierbändiges Gutachten mit insgesamt rund 460 Seiten. Der Hauptteil war der erste Band, der den Vorschlag für die Hjemmestyre samt Gesetzesentwürfen enthielt. Der zweite Band war eine Sammlung für politischen und administrativen Schreiben und Reden, die in die Arbeit der Kommission eingeflossen sind. Band drei enthielt Vorschläge für Aufgaben, die die Hjemmestyre zeitnah übernehmen sollte. Der vierte Band enthielt eine Erläuterung der Folgen der Einführung der Hjemmestyre auf längere Sicht. Genaueres zum Inhalt des Gutachtens wird weiter unten genannt.

### Weitere Entwicklung
Der von der Kommission vorgelegte Entwurf wurde mitsamt seinen Folgegesetzen unverändert noch im selben Jahr dem Folketing vorgelegt und am 17. November 1978 mit großer Mehrheit akzeptiert. 124 Abgeordnete stimmten dafür, 24 dagegen, 3 enthielten sich und 28 Abgeordnete waren nicht anwesend. Beinahe alle Parteien stimmten dafür: Socialdemokraterne, Radikale Venstre, Det Konservative Folkeparti, Danmarks Retsforbund, Socialistisk Folkeparti, Danmarks Kommunistiske Parti, Centrum-Demokraterne, Kristeligt Folkeparti, Venstre sowie die beiden grönländischen Abgeordneten. Die Venstresocialisterne stimmten gegen das Gesetz, weil sie der Meinung waren, dass Grönland darin nicht genügend Rechte auf den eigenen Untergrund eingeräumt bekommt, die Fremskridtspartiet stimmte hingegen dagegen, weil laut ihnen Grönland zu viele Rechte am eigenen Untergrund zugesprochen bekommen sollten. Drei Abgeordnete der Centrum-Demokraterne stimmten ebenfalls dagegen, weil sie das Gesetz gerne noch einige Jahre später verabschiedet gesehen hätten.
Am 29. November wurde das Gesetz Nr. 577 mit dem Namen Hjemmestyreloven („Hjemmestyregesetz“) von Königin Margrethe II. unterschrieben, allerdings enthielt es eine Klausel, dass es erst zu einem späteren Zeitpunkt gültig werden sollte.
Zuerst sollte in Grönland ein Referendum durchgeführt werden, dass am 17. Januar 1979 stattfand, wobei sich 73,1 % dafür aussprachen und 26,9 % dagegen. Die Wahlbeteiligung lag bei 63,3 %. 4,1 % der Stimmen waren ungültig.
Am 1. Mai 1979 wurde schließlich die Hjemmestyre eingeführt und Grönland wurde autonom.

## Inhalt

### Hjemmestyreloven
Das Hjemmestyreloven mit der Nummer 577 besteht aus einer Präambel, vier Kapiteln und 20 Paragrafen, die im Folgenden nicht im Originalwortlaut wiedergegeben sind.
In der Präambel wird Grönland eine nationale, kulturelle und geografische Sonderstellung innerhalb des dänischen Königreichs zugesprochen.
Das erste Kapitel besteht aus drei Paragrafen und definiert die Hjemmestyre. In § 1 wird der grönländischen Bevölkerung der Status eines eigenen Volks zugeschrieben. Innerhalb der Rigsfællesskabet darf Grönland von nun an über eigene Angelegenheiten bestimmen. Es wird ein Parlament mit dem Namen Landstinget und eine Regierung mit dem Namen Landsstyret eingeführt. § 2 zufolge wird das Parlament alle vier Jahre per Direktwahl gewählt. Das grönländische Parlament ist selbst für die Einführung eines Wahlgesetzes und einer Geschäftsordnung verantwortlich, die die Rahmenbedingungen für die Parlamentsarbeit genauer regelt. Gemäß § 3 wählt das Parlament die Regierung und der Regierungsvorsitzende ist für die Ernennung seines Kabinetts zuständig.
Das zweite Kapitel umfasst sieben Paragrafen und definiert die Aufgaben der Hjemmestyre. In § 4 regelt, dass Grönland entscheiden kann, welche der im Anhang genannten Verantwortungsbereiche an Grönland übergehen soll, über die fortan von Grönland aus bestimmt wird und deren Kosten von Grönland beglichen werden. Ebenso kann Dänemark in Absprache mit Grönland die Übertragung von Bereichen beschließen. Die in diesen Bereichen beschlossenen Vorschriften heißen Landstingslove („Landstingsgesetze“). In § 5 heißt es, dass Dänemark Grönland mit der Übernahme von Verantwortungsbereichen befähigen kann, die von Dänemark finanziert werden und unter dänischer Ministerverantwortung liegen, für die allerdings dennoch Grönland ein Bestimmungsrecht zugesprochen wird. Die in diesen Bereichen beschlossenen Vorschriften heißen Landstingsforordninger („Landstingsverordnungen“). § 6 verlangt, dass Gesetze und Verordnungen vom Regierungsvorsitzenden bekräftigt werden müssen, dieser allerdings ein achttägiges Einspruchsrecht hat. § 7 ermöglicht, dass auch nicht im Anhang genannte Bereiche in bestimmten Fällen an Grönland übertragen werden können. In § 8 wird das Recht am Untergrund behandelt. Grönland hat ein Recht an seinen nichtlebenden Ressourcen und Voruntersuchung, Nachforschung und Abbau der Ressourcen kann zur Wahrung aller Interessen nur im Einvernehmen von Grönland und Dänemark geschehen. Das grönländische Parlament hat das Recht, die Verhandlung eines Abkommens zwischen der grönländischen und dänischen Regierung bezüglich Rohstoffen abzulehnen. Laut § 9 ist Grönländisch die Amtssprache in Grönland. Dänisch gehört gründlich unterrichtet und ist zudem Verkehrssprache. In § 10 wird geregelt, dass sich Grönland den Regeln des dänischen Grundgesetzes und internationalen Abkommen unterzuordnen hat und Dänemark die Einhaltung dieser Regeln verlangen kann.
Das dritte Kapitel enthält acht Paragrafen und behandelt das Verhältnis zwischen Grönland und Dänemark. Laut § 11 ist Dänemark für die Bereiche zuständig, die die Außenpolitik des dänischen Königreichs betreffen. Für grönländische Entscheidungen, die diese Bereiche berühren, ist Dänemark ein Mitspracherecht zugesprochen. In § 12 ist entsprechend geregelt, dass dänische Gesetzesentscheidungen und Verordnungen, die ausschließlich Grönland betreffen, Grönland vorgelegt werden müssen, bevor sie beschlossen werden können. Dasselbe gilt allgemeingültigen Gesetzen, die jedoch besondere Auswirkungen auf Grönland mitführen. § 13 zufolge gilt dasselbe für internationale Verträge, die Dänemark eingeht. § 14 regelt die Zeitrahmen für diese Vorlage von Entscheidungen sowie deren Beantwortung. § 15 regelt, dass Grönland in Entscheidungen der Europäischen Gemeinschaft miteinbezogen wird, sofern sie grönländische Interessen berühren. In § 16 wird festgesetzt, dass in dänischen Auslandsvertretungen Mitarbeiter für die Wahrnehmung grönländischer Wirtschaftsinteressen angestellt werden können, für deren Finanzierung Grönland zuständig gemacht werden kann. In internationalen Verhandlung bekommt Grönland zudem Mitspracherecht. Für Bereiche, die in besondererweise Grönland betreffen, kann zudem Grönland die Verhandlungsleitung übertragen werden. Laut § 17 ist der Rigsombudsmand der oberste Vertreter Dänemarks in Grönland, der in grönländische Verhandlungen miteinbezogen werden kann und zudem mit der Berichterstattung über politische Entscheidungen aus Grönland an Dänemark beauftragt ist. § 18 regelt, dass im Falle eines Streits über Kompetenzbereiche Grönlands und Dänemarks ein Rat einzurichten ist, bestehend aus zwei von Grönland und zwei von Dänemark ernannten Vertretern sowie drei vom Højesteret ernannten Richtern, der die Streitfrage klärt. Dabei können sich entweder die vier Regierungsvertreter einigen, andernfalls entscheiden die Richter. Dänemark hat das Recht, eine von Grönland getroffene politische Entscheidung abzulehnen, sofern der Rat nicht darüber entschieden hat.
Das vierte Kapitel enthält nur zwei Paragrafen zum Inkrafttreten und Übergangsregelungen. Laut § 19 gilt das Gesetz, bis es geändert oder aufgehoben wird. § 20 zufolge tritt das Gesetz durch ein Inkrafttretungsgesetz inkraft. Der Rigsombudsmann ersetzt mit Inkrafttreten den bisherigen Landshøvding.

### Punkte von größerer Bedeutung

#### Der kulturelle Aspekt
Mit dem Gesetz wurde anerkannt, dass das Grönland bzw. seine Bevölkerung eine Sonderstellung innerhalb der Rigsfællesskabet einnimmt, selbst wenn die offizielle Anerkennung als Volk bis zur Einführung der Selvstyre 2009 warten musste. § 9 legte fest, dass die Grönländische Sprache alleinige Amtssprache in Grönland ist, die somit erstmals offiziellen Status erhielt. Die Sprache gilt als bedeutendes Instrument für die Bewahrung und Stärkung der grönländischen Identität, die in der postkolonialen Phase gelitten hatte, was das Zusammengehörigkeitsgefühl der Kalaallit als Volk stärkt.

#### Zuständigkeitsbereiche und Finanzierung
Grönland erhielt das Recht auf die Übernahme von politischen Verantwortungsbereichen. Durch die Aufteilung gemäß § 4 und § 5 wurde auch der Bloktilskud („Blockzuschuss“) eingeführt, durch den Grönland jedes Jahr einen hohen Geldbetrag aus Dänemark für die Wahrnehmung der infolge § 5 übernommenen Bereiche erhält. Der Bloktilskud macht einen beträchtlichen Teil des grönländischen Staatshaushalts aus, der dabei die vor allem auf Fischerei basierenden vergleichsweise geringen grönländischen Exporteinkommen suppliert.

#### Außenpolitik
Grönland konnte durch die Hjemmestyre keine eigene Außenpolitik zugesprochen werden, da es weiterhin ein Teil der Rigsfællesskabet verblieb. Grönland erhielt aber erstmals größeres Mitspracherecht für sämtliche Angelegenheiten, die das Land direkt betreffen. Mit Einführung der Hjemmestyre verblieb Grönland als autonomer Reichsbestandteil weiterhin in der Europäischen Gemeinschaft, obwohl das Land nun denselben Status wie die Färöer hatten, die 1973 nicht beitreten mussten. Grönland stimmte aber drei Jahre später 1982 für den Austritt.

#### Rohstoffe
Die bedeutendste Streitfrage hinsichtlich der Einführung der Hjemmestyre war Grönlands Recht an den eigenen Ressourcen. Grönland ist reich an Rohstoffen und der mögliche Abbau dieser hat damit entscheidenden Einfluss auf die wirtschaftliche Lage Grönlands. Dänemark vertrat die Meinung, dass der Untergrund des gesamten Königreichs auch Eigentum des gesamten Königreichs ist, während Grönland verlangte, dass nur Grönland das Eigentumsrecht am grönländischen Untergrund haben sollte. Es gelang schließlich den Kompromiss zu finden, der Grönland „grundlegende Rechte an den naturgegebenen Ressourcen Grönland“ zusprach, der aufgrund der Festlegung auf eine gemeinsam-dänisch-grönländische Beschlussfindung aber gewissermaßen eine leere Worthülse war, sodass de facto Dänemark sich durchgesetzt hatte. Die Verteilung von Einnahmen aus dem Abbau von Rohstoffen sollten zwischen Dänemark und Grönland verhandelt werden, womit Dänemark das Recht erhielt. Besonders kritisch wurde gesehen, dass die Einnahmen in erster Linie mit dem Bloktilskud verrechnet werden sollten und der übrige Betrag zwischen Dänemark und Grönland verteilt, womit es möglich war, dass Grönland keinerlei Einnahmen aus seinen Rohstoffen erhielt.

## Weitere Entwicklung nach der Einführung

### Übernahme von Verantwortungsbereichen
In den folgenden Jahren sollte Grönland Stück für Stück die vorgeschlagenen Verantwortungsbereiche übernehmen. Dies geschah folgendermaßen:
| Grundlage     | Bereich | Datum             |
| ------------- | --- | ----------------- |
| § 4           | Grönlands Verwaltungsordnung | 1. Mai 1979       |
| § 4           | Verwaltungsordnung für Kommunen | 1. Mai 1979       |
| § 4           | Steuern und Abgaben | 1. Januar 1980    |
| § 4           | Regulierung des Arbeitskraftzugangs in Grönland | 1. Januar 1980    |
| § 4           | Regierung von erwerbsmäßiger grönländischer Fischerei, Jagd etc. | 1. November 1980  |
| § 4           | Denkmalschutz | 1. Januar 1981    |
| § 4           | Kompetenz Eingriffe vorzunehmen in abkommensmäßig verkündete Konflikte bzgl. Journalisten | 1. Oktober 1982   |
| § 4           | Kompetenz Bestimmungen festzusetzen über Inflationsausgleich von Löhnen etc. für den Teil des privaten Arbeitsmarkt in Grönland, wo Löhne auf Grundlage der grönländischen Regulierungspreiszahl reguliert werden                                                                                          | 1. Dezember 1983  |
| § 4           | Nahrungmittelgesetzgebung | 1. Januar 1985    |
| § 4           | Regierung des übrigen Teils erwerbsmäßiger Fischerei | 1. Januar 1985    |
| § 4           | Rechtsstellung von Berufsauszubildenden | 1. Februar 1985   |
| § 4           | Kompetenz Eingriffe vorzunehmen in abkommensmäßig verkündete Konflikte (Wiederherstellung der Friedenspflicht) im übrigen Teil des öffentlichen, nichtstaatlichen Arbeitsmarkts und des privaten Arbeitsmarkts (Thule Air Base teilweise ausgenommen)                                                      | 1. November 1985  |
| § 4           | Kompetenz Bestimmungen festzusetzen über übrige Lohn- und Anstellungsverhältnisse auf dem privaten Arbeitsmarkt in Grönland (Thule Air Base teilweise ausgenommen), darunter Bestimmungen über Inflationsausgleich von Löhnen etc., die auf Grundlage der dänischen Regulierungspreiszahl reguliert werden | 1. November 1985  |
| § 4           | Konkurrenzgesetzgebung | 1. Januar 1986    |
| § 4           | Musterung von Seefahrenden | 1. Juli 1986      |
| § 4           | Versammlungshäuser | 1. Januar 1987    |
| § 4           | Radiolärmdämpfung und Gemeinschaftsantennen | 1. Januar 1987    |
| § 4           | Regulierung von Jagd und Fischerei von nichterwerbsmäßigem Charakter | 1. Januar 1989    |
| § 4           | Kompetenz zur Gesetzgebung über Lizenzierung | 1. Mai 1989       |
| § 4           | Regelfestsetzung bzgl. Eingehen von kollektiven Übereinkommen und Abkommen etc. für Personal unter der Hjemmestyre und den Kommunen, die nicht vom Hauptabkommen bzgl. Dienstpersonen in Grönland umfasst sind                                                                                             | 1. April 1991     |
| § 4           | Regelfestsetzung für und Aufsicht über die Produktion von naturgetrocknetem Fisch für den grönländischem Heimmarkt | 1. November 1993  |
| § 7 gemäß § 4 | Ortsnamen in Grönland | 1. Januar 1984    |
| § 7 gemäß § 4 | Regelfestsetzung bzgl. einer eigenen grönländischen Flagge | 6. Juni 1985      |
| § 7 gemäß § 4 | Regelfestsetzung über Sommerzeit | 1. Januar 1990    |
| § 7 gemäß § 4 | Regelfestsetzung bzgl. Expropriation von übernommenen Sachbereichen | 19. Dezember 1992 |
| § 7 gemäß § 4 | Untersuchung und Nutzung von Wasserkraftressourcen | 1. Januar 1994    |
| § 7 gemäß § 4 | Hunde und Tierschutz | 1. Januar 1999    |
| § 7 gemäß § 4 | Verantwortungsverhältnisse im Medienbereich | 1. Januar 2001    |
| § 5           | Folkeskole in Grönland | 1. Januar 1980    |
| § 5           | Arbeits- und Sozialwesen | 1. Januar 1980    |
| § 5           | Ausbildung von Folkeskolelehrern und sozialpädagogische Ausbildungen | 1. Januar 1980    |
| § 5           | Radio- und Fernsehunternehmen | 1. Januar 1980    |
| § 5           | Freizeitunternehmen | 1. Januar 1980    |
| § 5           | Kirche in Grönland | 1. Januar 1980    |
| § 5           | Bibliothekswesen in Grönland | 1. Januar 1980    |
| § 5           | erwerbsmäßige Ausbildungen | 1. Januar 1981    |
| § 5           | Folkehøjskoler in Grönland | 1. Januar 1981    |
| § 5           | Museumswesen in Grönland | 1. Januar 1981    |
| § 5           | Arealanwendung, Stadtentwicklung und Bebauung | 1. Januar 1981    |
| § 5           | Finanzielle Erwerbsunterstützung in Grönland | 1. Januar 1985    |
| § 5           | Produktion und Verkauf von grönländischen Produkten | 1. Januar 1985    |
| § 5           | Wohnungsversorgung, Wohnungsgeld, Wohnungsmiete etc. | 1. Januar 1987    |
| § 5           | Überführung von Grönlands zentraler Lohnempfehlung zu Grönlands Hjemmestyre | 1. Januar 1989    |
| § 5           | Umweltverhältnisse etc. | 1. Januar 1989    |
| § 5           | Gesundheitswesen | 1. Januar 1992    |
| § 5           | Gymnasialbildung in Grönland | 1. Januar 2009    |
| § 7 gemäß § 5 | Versorgung, Verkehr, Postbesorgung etc. | 1. Januar 1986    |
| § 7 gemäß § 5 | Strom, Wasser, Wärme, Brandwesen, Häfen, Straßen, Telekommunikation etc. | 1. Januar 1987    |
| § 7 gemäß § 5 | Überführung von Grønlands Fiskeriundersøgelser zu Grönlands Hjemmestyre | 1. Januar 1989    |
| § 7 gemäß § 5 | Verantwortung für zivile Aufgaben des Flughafens Kangerlussuaq, der Thule Air Base und des Flughafens Kulusuk | 1. Oktober 1991   |

### Gesetzesänderungen
Das Hjemmestyreloven wurde nur einmal verändert, was am 24. Juni 2005 geschah. Es umfasst fünf Paragrafen.
§ 1 bestimmt, dass Grönland das Recht erhält, selbst mit anderen Ländern und internationalen Organisationen Verhandlungen vorzunehmen und Abkommen zu unterzeichnen (und diese auch wieder aufzulösen), sofern diese übernommene Verantwortungsbereiche betreffen. Dies gilt nicht, wenn sie auch die Färöer betreffen (wohl aber, wenn beide sich einig sind) oder die Verteidigungspolitik sowie für Abkommen, die Dänemark betreffen, oder Abkommen mit Organisationen, in denen Dänemark Mitglied ist. Dänemark behält sich dabei ein Mitspracherecht vor. § 2 legt fest, dass Grönland (und die Färöer) dabei im Namen des Königreichs Dänemark unterzeichnen. Dänemark muss dabei in die Arbeit einbezogen werden. Laut § 3 gilt die Regelung auch für die in § 16 des ursprünglichen Gesetzes geregelte Anstellung von grönländischen Botschaftsmitarbeitern. Gemäß § 4 kann Grönland bei bestehender Möglichkeit Dänemark um die Genehmigung der Aufnahme in internationale Organisationen bitten, sofern diese nicht dem Verfassungsstatus Grönlands widersprechen. Laut § 5 tritt das Gesetz mit der Bekanntmachung in Kraft.
Am 12. Juni 2009 trat das Gesetz außer Kraft, weil es durch das Selvstyreloven ersetzt wurde. Damit erhielt Grönland die Selvstyre.